# Lars Korvald

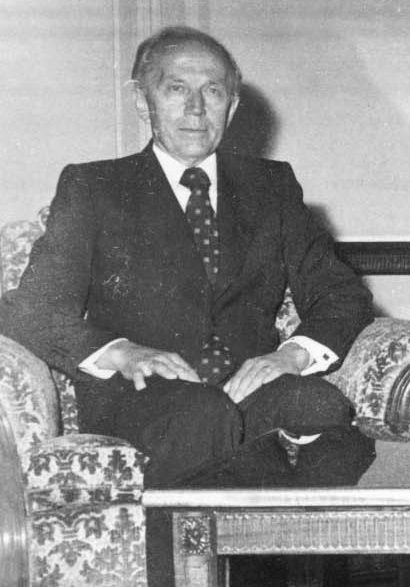
Lars Korvald

Lars Korvald, född 29 april 1916 i Mjøndalen i Nedre Eiker i Buskerud fylke, död 4 juli 2006 i Mjøndalen, var en norsk politiker för Kristelig Folkeparti som var Norges statsminister 1972–1973.